# Black Grape
Black Grape, brittisk musikgrupp bildad 1993 i Manchester, England. Gruppen bestod av före detta Happy Mondays-medlemmarna Shaun Ryder och Bez. Bez och Ryder tog sedan in rapparna Paul "Kermit" Leveridge och Carl "Psycho" McCarthy, trummisen Jed Lynch och gitarristen Wags. Deras första album It's Great When You're Straight... Yeah från 1995 gick direkt upp på den brittiska försäljningslistans första plats.

## Diskografi
Album
- It's Great When You're Straight... Yeah (1995)
- Stupid Stupid Stupid (1997)
- Pop Voodoo (2017)

Singlar
- "Reverend Black Grape" (1995) (#9 på UK Singles Chart)
- "In the Name of the Father" (1995) (UK #8)
- "Kelly's Heroes" (1995) (UK #17)
- "Fat Neck" (1996) (UK #10)
- "England's Irie" (1996) (UK #6)
- "Get Higher" (1997) (UK #24)
- "Marbles" (1998) (UK #46)
- "Nine Lives (2017)
- "I Wanna Be Like You" (2017)